# فتاة بحر الزمرد
فتاة بحر الزمرد (بالإنجليزية: Tress of the Emerald Sea)‏ هي رواية خيالية ملحمية كتبها الكاتب الأمريكي براندون ساندرسون. وهي جزء من عالم كوزمير الخيالي والكتاب الأول من حملة «المشروع السري» لساندرسون على موقع كيك ستارتر. تم إصدارها حصريًا في 1 يناير 2023، بواسطة راجونستيل إنترتينمنت لداعمي كيك ستارتر، وتم إصدارها عبر الإنترنت ككتاب رقمي وكتاب النشر الإلكتروني وصيغة المستندات المنقولة في 10 يناير 2023، وتم نشرها رسميًا في 4 أبريل 2023، بواسطة كتب تور.